# Famille Taschereau
 (août 2024).
La famille Taschereau est une famille française originaire de Touraine. La branche canadienne française débute avec Thomas-Jacques Taschereau, arrivé en Nouvelle-France en 1726. Certains de ses membres se sont illustrés dans les sphères politiques, juridiques et religieuses du Canada.

## Personnalités

### En France
- Macé Taschereau (vers 1460), maître maçon, architecte à Tours
- Gabriel Taschereau (-1703), seigneur de Baudry et de Linières, grand-maître enquêteur et général réformateur des eaux et forêts de Touraine, maître d'hôtel du roi, gentilhomme de la Chambre, conseiller d'État et chevalier de l'ordre de Saint-Michel
- Christophe Taschereau de Sapaillé (1640-1695), conseiller du roi, directeur de la Monnaie et trésorier de la ville de Tours
- Jean Taschereau de Baudry (1645-1694), maire de Tours
- Bertrand-Claude Taschereau de Linières (1658-1746), prêtre jésuite, confesseur du roi Louis XV
- Michel Jean Baptiste Taschereau, conseiller du roi, grand voyer et trésorier-général de France au bureau des finances de la généralité de Tours
- Gabriel Taschereau de Baudry (1673-1755), maire de Tours, lieutenant général de police de la ville de Paris et intendant des finances
- Jean Taschereau de Baudry (1678-1752), abbé de l'abbaye de Fontaine-les-Blanches et doyen de la collégiale Saint-Martin de Tours[1]
- Bertrand Cesar Taschereau de Baudry (-1765), cellérier, trésorier, chanoine de Saint-Martin de Tours, abbé de Gâtines (1725-1765)
- César Taschereau des Pictières, maréchal des camps et armées du Roi, ingénieur général militaire et inspecteur général du corps d'artillerie, directeur de la Société royale d'agriculture et belles-lettres de la Généralité de Tours en 1764[2]
- Antoine Taschereau (1760-1817), avocat au parlement, lieutenant particulier au bailliage et présidial de Tours, père de Jules-Antoine Taschereau
- Jules-Antoine Taschereau (1801-1874), administrateur général de la Bibliothèque impériale, député d'Indre-et-Loire, fils d'Antoine Taschereau

### Au Québec

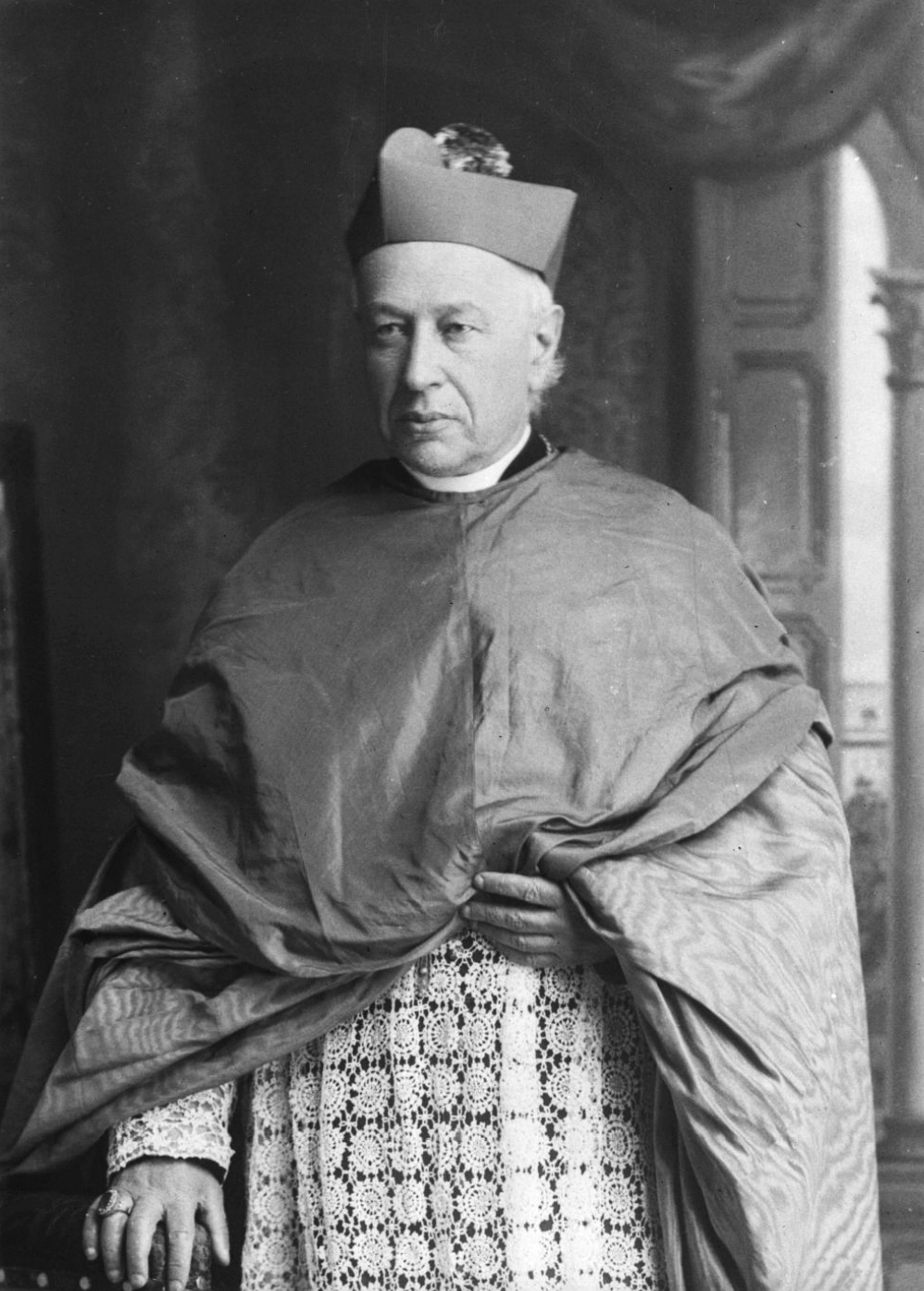
Elzéar-Alexandre Taschereau, cardinal et archevêque de Québec.

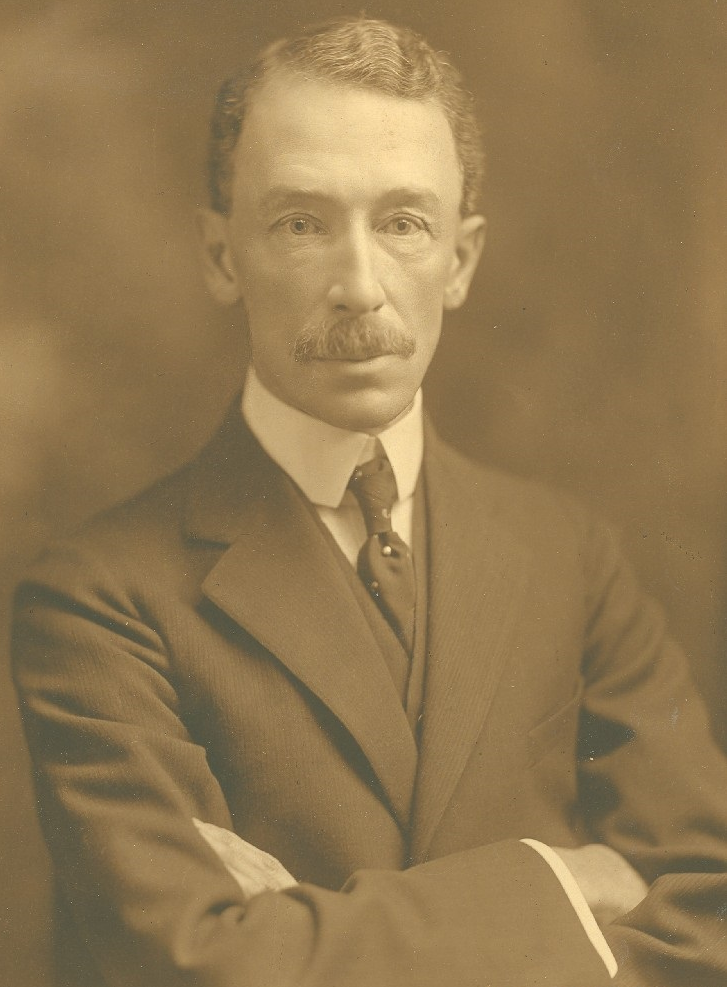
Louis-Alexandre Taschereau, premier ministre du Québec.

- Thomas-Jacques Taschereau (Tours, 26 août 1680 - Québec, 25 septembre 1749), secrétaire privé de l'intendant de la Nouvelle-France;
  - Gabriel-Elzéar Taschereau (Québec, 27 mars 1745 - Sainte-Marie, 18 septembre 1809), militaire, juge, fonctionnaire et député;
    - Jean-Thomas Taschereau (père) (Sainte-Marie, 26 novembre 1778 - Québec, 14 juin 1832), militaire, juge, fonctionnaire et député;
      - Marie-Louise Taschereau (Québec, 17 avril 1811 - Montréal, 16 décembre 1891), épouse le haut fonctionnaire britannique Randolph Routh le 16 janvier 1830;
        - Edward Routh (Québec, 20 janvier 1831 - Cambridge, 7 juin 1907), mathématicien;

      - Jean-Thomas Taschereau (fils) (Québec, 12 décembre 1814 - Québec, 9 novembre 1893), juge puîné de la Cour suprême du Canada;
        - Louis-Alexandre Taschereau (Québec, 5 mars 1867 - Québec, 6 juillet 1952), homme politique, 14e premier ministre du Québec;
          - Robert Taschereau (Québec, 10 septembre 1896 - Montréal, 26 juillet 1970), député et juge en chef du Canada;

        - Henri-Thomas Taschereau (Québec, 6 octobre 1841 - Montmorency, 11 octobre 1909), député et juge en chef du Québec;

      - Elzéar-Alexandre Taschereau (Sainte-Marie, 17 février 1820 - Québec, 12 avril 1898), archevêque de Québec et premier cardinal né au Canada;

    - Thomas-Pierre-Joseph Taschereau (Québec, 19 avril 1775 - Québec, 8 octobre 1826), lieutenant-colonel et conseiller législatif;
      - Pierre-Elzéar Taschereau (Québec, 28 octobre 1805 - Sainte-Marie, 25 juillet 1845), avocat et homme politique;
        - Henri-Elzéar Taschereau (Sainte-Marie, 7 octobre 1836 - Ottawa, 14 avril 1911), homme politique et premier canadien français à devenir juge en chef du Canada;

      - Joseph-André Taschereau (Sainte-Marie, 30 novembre 1806 - Kamouraska, 30 mars 1867), avocat, juge, député et solliciteur général du Bas-Canada;
      - Thomas-Jacques Taschereau (Sainte-Marie, 21 juillet 1811 - Saint-Joseph-de-Beauce, 20 janvier 1885), notaire;
        - Thomas Linière Taschereau (Sainte-Marie, 8 octobre 1850 - Québec, 29 mai 1901), avocat, maire et député;
          - Marie-Zoe-Stella Linière Taschereau (Saint-Joseph-de-Beauce, 16 octobre 1878 - ?), épouse le militaire et médecin Eugène Fiset, futur lieutenant-gouverneur du Québec;

    - Antoine-Charles Taschereau (Québec, 26 octobre 1797 - Deschambault, 11 juin 1862), lieutenant-colonel, fonctionnaire et député;

  - Marie-Anne-Louise Taschereau (Québec, 18 octobre 1743 - Québec, 16 mars 1825), nonne, supérieure des Ursulines de Québec.